# U-Bahnhof Sesto Marelli
Der U-Bahnhof Sesto Marelli (anfangs auch einfach Marelli) ist ein unterirdischer Bahnhof der U-Bahn Mailand. Er befindet sich an der Grenze zwischen Mailand und Sesto San Giovanni und wurde nach den örtlichen Marelli-Werken benannt.

## Geschichte
Ende der 1950er Jahre wurde mit dem Bau des ersten Streckenabschnitts der U-Bahn Mailand begonnen, die vom U-Bahnhof Sesto Marelli zum U-Bahnhof Lotto fahren sollte. Die Strecke wurde am 1. November 1964 eröffnet.
Am 28. September 1986 wurde die Verlängerung nach Sesto FS im Stadtgebiet von Sesto San Giovanni in Betrieb genommen.

## Lage
Wie jeder Bahnhof der Linie 1 hat der Bahnhof Sesto Marelli zwei Gleise mit Seitenbahnsteig. Über dem Gleisniveau befindet sich ein Zwischengeschoss mit Zutrittskontrolle.

## Anbindung
| Linie | Verlauf |
| ----- | --- |
|       | Sesto 1º Maggio FS – Sesto Rondò – Sesto Marelli – Villa San Giovanni – Precotto – Gorla – Turro – Rovereto – Pasteur – Loreto – Lima – Porta Venezia – Palestro – San Babila – Duomo – Cordusio – Cairoli – Cadorna FN – Conciliazione – Pagano – Buonarroti – Amendola – Lotto – QT8 – Lampugnano – Uruguay – Bonola – San Leonardo – Molino Dorino – Pero – Rho Fiera – Wagner – De Angeli – Gambara – Bande Nere – Primaticcio – Inganni – Bisceglie |